# Hendrik Hertzberg

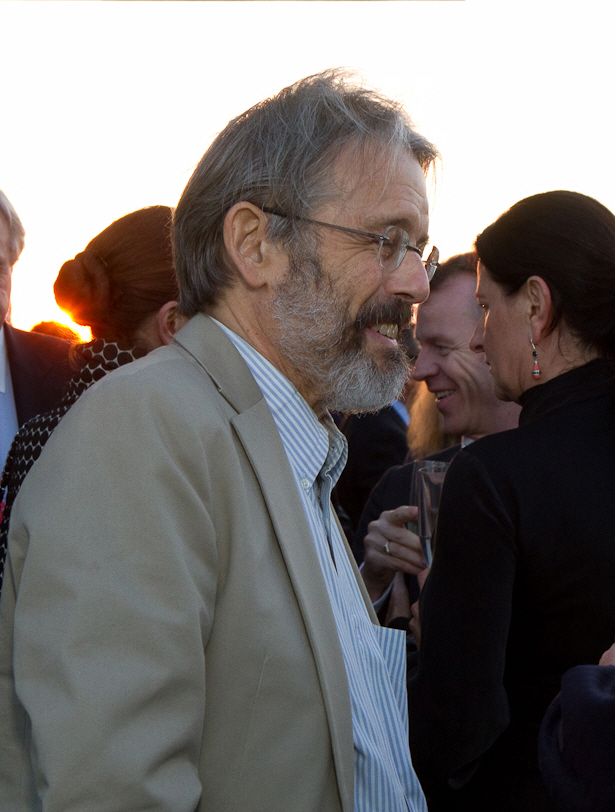
Hendrik Hertzberg

Hendrik Hertzberg (* 1943 in New York) ist ein Journalist aus den Vereinigten Staaten von Amerika. Er ist der wichtigste Leitartikler der Kultur- und Literaturzeitschrift „The New Yorker“.
Hertzberg graduierte 1965 vom Harvard College und schlug danach die Journalistenlaufbahn ein, zunächst für „Newsweek“ als Korrespondent in San Francisco.
Von 1966 bis 1969 diente er als Offizier der Marine der Vereinigten Staaten. 1969 wurde er vom damaligen Herausgeber des New Yorker, William Shawn eingestellt. 1977 wurde er unter der Regierung Jimmy Carters, einer der Redenschreiber des Weißen Hauses, wobei er während der beiden letzten Jahre von Carters Amtszeit dessen wichtigster Redenschreiber wurde.
Danach war er zwischen 1981 und 1992, im Wechsel mit Michael Kinsley als Herausgeber der Zeitschrift „The New Republic“ tätig. 1992 wurde Tina Brown Herausgeberin des New Yorker, mit der Aufgabe, diesen zu sanieren und wiederzubeleben. Dazu holte sie Hertzberg als Mitherausgeber zurück.
Heute, unter der Herausgeberschaft von David Remnick, ist Hertzberg der hauptsächliche Kommentator des „New Yorkers“.